# Marina Carrère d'Encausse
Pour les articles homonymes, voir Carrère d'Encausse, Carrère et Encausse (homonymie).
Marina Carrère, dite Marina Carrère d'Encausse, née le 9 octobre 1961 à Paris, est une médecin échographiste, animatrice de télévision, chroniqueuse radio et romancière française.

## Biographie

### Famille et formation
Fille de l'assureur Louis Carrère (1928-2023) et de la femme politique, historienne et académicienne Hélène Carrère dite Hélène Carrère d'Encausse (1929-2023), Marina Carrère dite Marina Carrère d'Encausse est la sœur de l'écrivain Emmanuel Carrère et de l'avocate Nathalie Carrère. Elle a également un lien de parenté avec Salomé Zourabichvili, présidente de la Géorgie à partir de 2018.
De son enfance intellectuelle et politisée, elle conserve le souvenir d'une éducation rigoureuse mais libre et joyeusement russe. Elle étudie au lycée Molière à Paris et décroche son baccalauréat à 16 ans. À l'âge de 24 ans, elle a un grave accident de voiture avec sa sœur (et son père qui conduisait), qui la laisse dans le coma, puis paralysée pendant plusieurs mois,.
Elle est docteur en médecine générale, diplômée en échographie médicale et en économie de la santé,.
Elle est l'une des marraines de la Fondation pour la recherche médicale (FRM).

### Carrière audiovisuelle
Marina Carrère d'Encausse apparait pour la première fois à la télévision en 1992 sur Antenne 2 alors qu'elle est interviewée dans la rubrique Les 4 vérités du magazine Télématin. Elle commence sa carrière télévisuelle comme chroniqueuse dans le Disney Club sur TF1, puis dans Parole d'Expert sur France 3.
À partir de 2000, elle présente Le Magazine de la santé, avec Michel Cymes et Benoît Thévenet sur France 5 et juste après, une autre émission appelée Allô Docteurs. En 2005, elle devient, également avec Michel Cymes, consultante santé sur la radio Europe 1.
En décembre 2009, elle co-anime sur France 3 un magazine du Téléthon avec Louis Laforge.
En septembre 2014, elle reprend la présentation du documentaire du mardi soir sur France 5, intitulé Le Monde en face, succédant à Carole Gaessler. À l'antenne d'Europe 1 le 27 juillet 2021, elle annonce qu'elle ne reprendra pas en septembre 2021 l'émission, désormais recentrée sur la géopolitique exclusivement et diffusée le dimanche.
Elle a présenté Le Magazine de la Santé sur France 5 pour la dernière fois le 31 mai 2024, entourée de tous ses co-animateurs historiques, laissant la succession au docteur Jimmy Mohamed. Elle continue cependant de présenter l'émission Enquête de santé, diffusée mensuellement en première partie de soirée sur France 5.
À partir de septembre 2024, elle assure la présentation de Carnet de santé tous les samedis midi sur France Culture.

### Engagements et prises de positions
Depuis 2011, Marina Carrère d'Encausse est administratrice du fonds de dotation Bernard Giraudeau dont l’objectif est d'aider les malades du cancer et leurs familles.
Fin 2017, elle accepte de devenir la marraine de l'Association des donneurs de voix qui gère 115 bibliothèques sonores destinées à fournir gratuitement des audiolivres et audiorevues à toute personne dont l’empêchement de lire, dû à une déficience visuelle, motrice ou cognitive, est médicalement attesté.
En janvier 2021, elle se fait vacciner contre le Covid 19 devant la presse en compagnie de René Frydman, Michel Cymes et Axel Kahn, en présence d'Olivier Véran.
Elle s'engage en 2023 pour la fin de vie digne en France.

### Vie privée
Marina Carrère d'Encausse et son ex-époux Francis ont eu trois enfants : Lara, Thibault et Hugo,.

## Publications

### Ouvrages
- J'arrête de fumer (avec le Dr Marc Danzon), Paris, Nathan, coll. « Votre santé », 1987, 79 p. (ISBN 2-09-291611-4)
- La Médecine de demain : Du rêve à l'interdit (avec le Dr Nicolas Evrard), Paris, Bourin, 1992, 221 p. (ISBN 2-87686-123-2)
- Le Gène sacralisé (avec le Dr Nicolas Evrard), Paris, Julliard, 1994, 218 p. (ISBN 2-260-01116-0)
- coll. « Le Magazine de la santé », Marabout, avec Michel Cymes, 2004-2007
- Cancer : toutes vos questions, toutes les réponses (préf. Pr Henri Pujol (présid. de La Ligue), avec Michel Cymes, avec la collaboration du Dr Charlotte Tourmente), Neuilly-sur-Seine, Michel Lafon, 281 p. (ISBN 978-2-7499-0571-6), puis 2008 : Paris, Marabout, 312 p.  (ISBN 978-2-501-05622-9)
- Alcool : les jeunes trinquent (avec le Dr Philippe Batel), Paris, Anne Carrière, 2011, 184 p. (ISBN 978-2-84337-627-6)
- Une femme blessée (roman), Paris, Anne Carrière, 2014
- Une femme entre deux mondes (roman), Paris, Anne Carrière, 2017
- Les Enfants du secret, Paris, Héloïse d'Ormesson, 2020

### Nouvelle
Souvenirs d'enfance, dans 13 à table ! 2022, Paris : Pocket no 18272, novembre 2021, p.37-54

## Distinctions
- Le 29 septembre 2009, Marina Carrère d'Encausse reçoit le prix de la Fondation pour la recherche médicale en direct dans l'émission Le Magazine de la santé des mains de Thierry Lhermitte, parrain de la fondation.
- Officière de la Légion d'honneur en 2021, chevalière le 8 avril 2012[20].